# Liste des tramways
La liste des tramways est une liste des réseaux de tramways.

## Afrique

### Algérie
- Alger : opérationnel depuis 2011 ; voir Tramway d'Alger[1]
- Constantine : opérationnel depuis le 4 juillet 2013 ; voir Tramway de Constantine[2]
- Oran : opérationnel depuis le 2 mai 2013 ; voir Tramway d'Oran[3]
- Ouargla : opérationnel depuis le  20 mars 2018 ; voir Tramway d'Ouargla
- Sétif : opérationnel depuis le 8 mai 2018[4] ; voir Tramway de Sétif
- Sidi-Bel-Abbès : opérationnel depuis le 26 juillet 2017 ; voir Tramway de Sidi Bel Abbès
- Mostaganem : opérationnel depuis le 18 février 2023 ; voir Tramway de Mostaganem

### Égypte
- Alexandrie
- Tramway du Caire

### Maroc
- Casablanca : Inauguré le 12 décembre 2012 ; voir Tramway de Casablanca
- Rabat : Inauguré en 2011 ; voir Tramway de Rabat-Salé

### Tunisie
- Tunis-La Goulette-La Marsa : opérationnel depuis 1874 ; voir : TGM
- Tunis : opérationnel depuis 1985 ; voir : Métro léger de Tunis

## Amérique du Nord

### Canada
- Calgary, depuis 1981 - voir C-Train
- Edmonton, depuis 1978 - voir Edmonton Transit System
- Ottawa, depuis 2001 - voir O-Train
- Toronto, depuis 1861 - voir Toronto Transit Commission et Tramway de Toronto
- Québec (ville), en projet - voir Tramway de Québec
- Gatineau, en projet - voir Tramway de Gatineau

### États-Unis

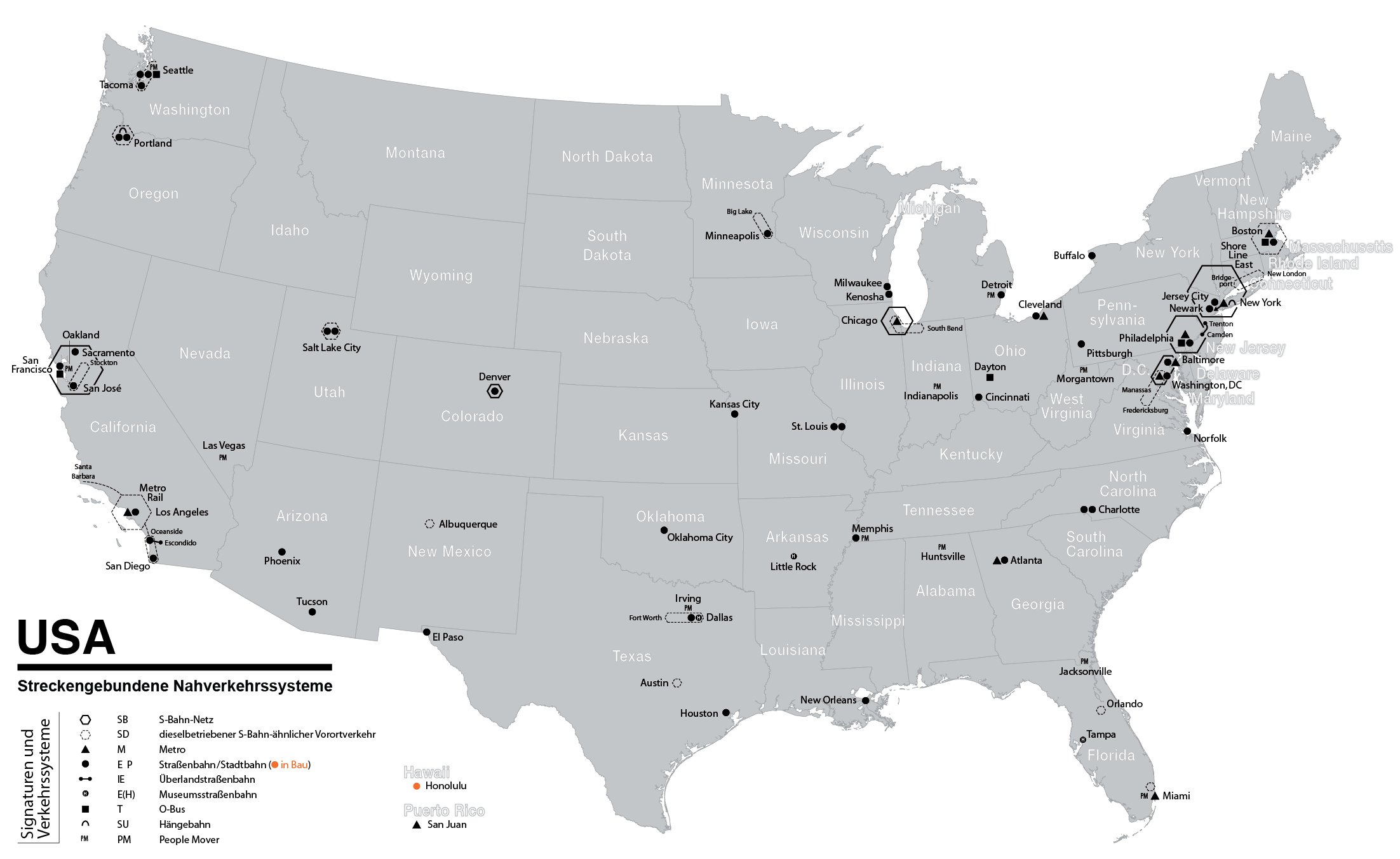
Carte des réseaux de transports en commun des États-Unis

- Baltimore, depuis 1992 - voir Métro léger de Baltimore
- Boston - voir Métro de Boston
- Buffalo, depuis 1984 - voir Métro léger de Buffalo
- Camden et Trenton, depuis 2004 - voir River Line (NJ Transit) (en)
- Charlotte, depuis 2007 - voir Métro léger de Charlotte
- Cleveland - voir Métro de Cleveland
- Dallas, depuis 1996 - voir Dallas Area Rapid Transit (en)
- Denver, depuis 1994 - voir Regional Transportation District
- Houston, depuis 2004 - voir Houston METRORail
- Jersey City, depuis 2000 - voir Hudson-Bergen Light Rail
- Little Rock, depuis 2004 - voir River Rail
- Los Angeles, depuis 1990 - voir Métro de Los Angeles
- Minneapolis, depuis 2004 - voir Hiawatha Line
- Newark, depuis 1936 - voir Métro léger de Newark
- La Nouvelle-Orléans - voir Tramway de La Nouvelle-Orléans
- Philadelphie - voir Subway Surface Line, SEPTA Route 100 (en), et SEPTA Routes 101 and 102 (en)
- Phoenix, depuis 2008 - voir Métro léger de Phoenix
- Pittsburgh - voir Métro léger de Pittsburgh
- Portland (Oregon), depuis 1986 - voir Métro léger de Portland et Tramway de Portland
- Sacramento, depuis 1987 - voir Sacramento Regional Transit District (en)
- Saint Louis, depuis 1993 - voir St. Louis MetroLink
- Salt Lake City, depuis 1999 - voir Métro léger de Salt Lake City
- San Diego, depuis 1981 - voir Métro léger de San Diego
- San Francisco - voir Muni Metro, F Market & Wharves (en), et Cable Cars de San Francisco
- San Jose, depuis 1987 - voir Santa Clara Valley Transportation Authority
- Seattle, depuis 1993 - voir Waterfront Streetcar (en)
- Tacoma, depuis 2003 - voir Tacoma Link (en)

### Mexique

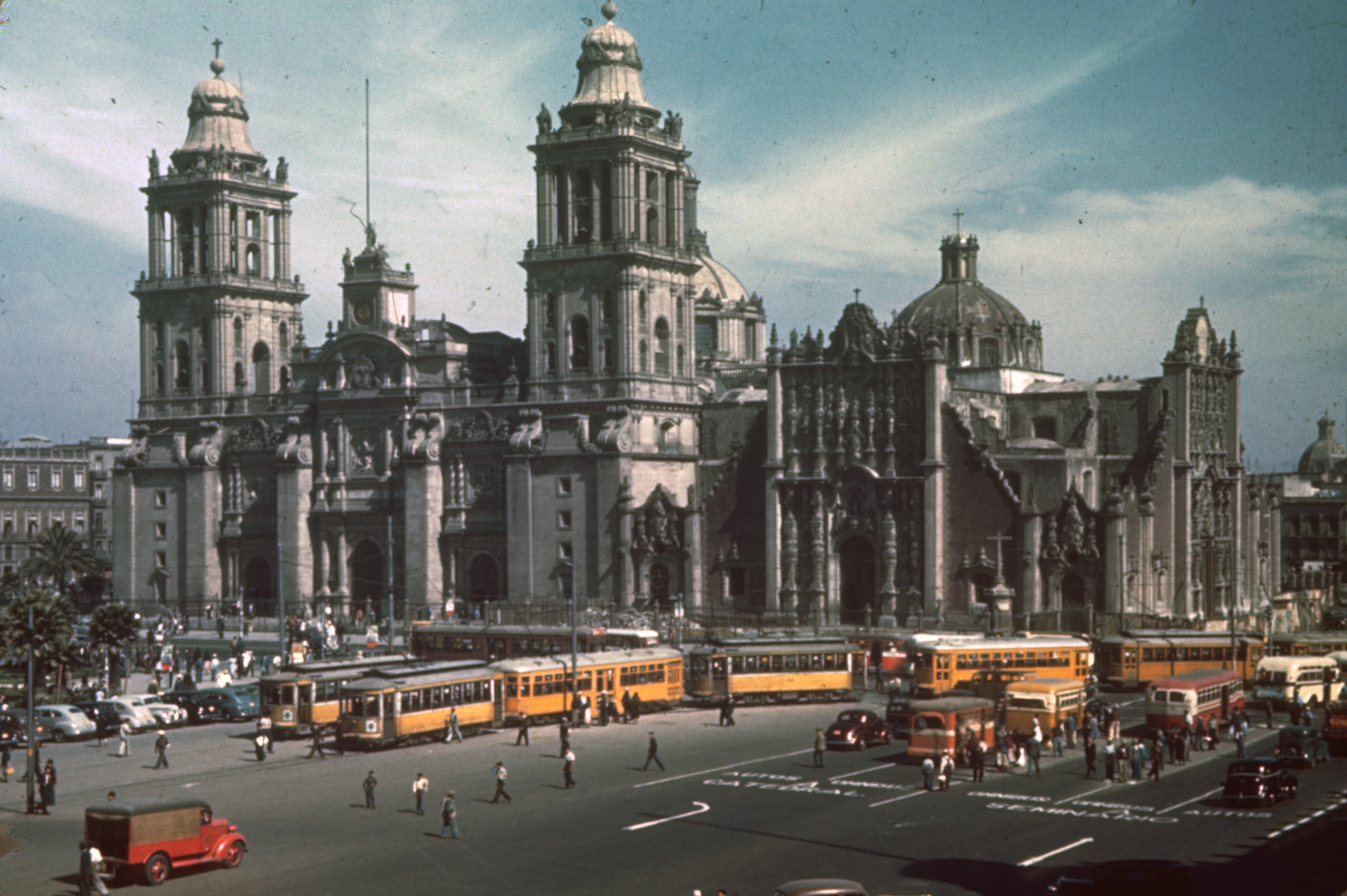
Terminus des tramways de Zocalo, devant la Cathédrale métropolitaine de Mexico

- Guadalajara, depuis 1989 - voir Métro de Guadalajara
- Mexico, depuis 1987 - voir Métro léger de Mexico
- Monterrey, depuis 1991 - voir Métro léger de Monterrey

## Amérique du Sud

### Argentine
- Buenos Aires, Tramway Historique de Buenos Aires 1980[5]
- Buenos Aires, Premetro Ligne E2 1987
- Buenos Aires, Tramway a Puerto Madero 2007
- Buenos Aires Province, Tren de la Costa 1995

### Brésil
- Bertioga, depuis 1958
- Campos do Jordão, depuis 1914[6]
- Macapá, depuis 1998[7]
- Rio de Janeiro, 18??-1998[8]
- Santos, 1871-1997[9]

### Colombie
- Medellín : voir Tramway de Medellín, depuis 2015

## Océanie

### Australie
- Adélaïde : inauguré en 1878
- Ballarat : inauguré en 1887
- Bendigo : inauguré en 1892
- Melbourne : inauguré en 1895 - voir Tramway de Melbourne
- Sydney : inauguré en 1997 - voir Dulwich Hill Line
- Victor Harbor : inauguré en 1894

### Nouvelle-Zélande
- Auckland : inauguré en 1980
- Christchurch : inauguré en 1995